# 한우지예
한우지예(韓牛之藝)는 경상도 방언인 '~지예'와 한우가 결합한 단어로, 경상남도의 한우 공동브랜드이다.

## 선정기준
한우지예는 브랜드는 경남도민 등을 대상으로 공모를 거쳐 선정되었으며, 현재 경남 18개 전 지역축협이 참여하여, 1,500여 농가 79,000두의 한우가 참여하고 있다. 한우지예 브랜드를 사용하는 한우는 아래 과정을 거쳐 선정, 관리된다.
- 한우지예에 참여하는 한우는 한우 1등급 정액을 사용한다.
- 출생 후 7개월 이내에 거세(去勢)하여 육질을 부드럽게 하고, 그 후에는 소와 궁합이 잘 맞는 보리를 먹이며 개체식별번호를 부여 혈통을 관리한다.
- 성장 후 무게 650킬로그램 이상 30개월 이후의 거세우 중 1B등급 이상의 고급육을 선정하여 한우지예 브랜드를 붙인다.
- 도축 과정에 있어서도 김해부경도축장을 이용하여 별도 관리한다.

## 수상
한우지예는 2009 대한민국 퍼스트 브랜드 대상을 수상했다.